# John Wesley Powell

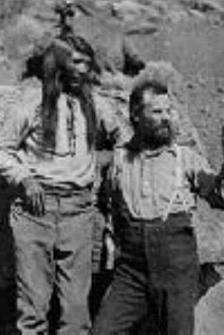
John Wesley Powell el 1869

John Wesley Powell (Mount Morris, Nova York 1834 - Haven, Maine 1902) fou un soldat, geòleg i explorador estatunidenc, famós per organitzar l'expedició del 1869 pels rius Green (Utah) i Colorado, que fou la primera a travessar el Gran Canyó. Era fill d'un predicador anglès, i de petit emigrà amb tota la família primer a Ohio i després a Wisconsin i Illinois. Va aprendre llatí i grec i s'interessà per les ciències naturals, tot i que no es graduà pas. El 1855 travessà Wisconsin i el 1856 tot el marge del Mississipi.
Durant la Guerra Civil americana (1862-1865) va lluitar amb l'exèrcit unionista i va perdre un braç a la batalla de Shiloh. En acabar la guerra fou professor de geologia a la Universitat d'Illinois, però el 1867 ho deixà per anar a explorar les Rocoses.
Amb l'expedició del 1869 arribà fins a Wyoming, de la qual el 1871 en va fer nombrosos mapes. El 1881 fou nomenat president del US Geological Survey, càrrec que ocupà fins al 1894. Després fou cap del Bureau of American Ethnology i del Smithsonian Institution fins a la seva mort. Morí d'una hemorràgia cerebral i fou enterrat al cementiri d'Arlington com a heroi de la guerra civil.
Tot i que no era antropòleg i lingüista, va fer una descripció força acurada dels amerindis nord-americans que va trobar en les seves expedicions, i va fer la primera classificació de llengües ameríndies, que serà la base de les que després faran Edward Sapir i Charles F. Voegelin i Mary R. Haas.